# یمیر (شخصیت کمیک)
یمیر (به انگلیسی: Ymir) یک شخصیت خیالی ابرشرور در کتاب‌های کامیک منتشر شده توسط مارول کامیکس است. این شخصیت توسط نویسنده استن لی و طراح جک کربی بر پایه غولی از نژاد یخ در اساطیر اسکاندیناوی به همین نام خلق شده‌است؛ که برای اولین بار در شمارهٔ ۹۷ از سفر به درون رمز و راز (اکتبر ۱۹۶۳) معرفی شد. این شخصیت همدست اصلی شخصیت سورت است.